# Nacho Conte
Ignacio Conte Crespo, deportivamente conocido como Nacho Conté (Zaragoza, España, 21 de febrero de 1969) es un exfutbolista español.

## Trayectoria
Zaragozano de nacimiento, con nueve años Nacho Conte se trasladó a vivir con su familia a Sevilla. Allí se formó en las categorías inferiores del Real Betis, donde fue campeón de España en categoría infantil. Siguió subiendo peldaños hasta llegar al Betis Deportivo. Sin embargo, el descenso del filial verdiblanco a Tercera División, la temporada 1988/89, le permitió obtener la libertad y, con su compañero José Carvajal, se marchó al eterno rival, el Sevilla FC
Aunque inicialmente tenía ficha con el Sevilla Atlético, las lesiones en el primer equipo hicieron que el entonces técnico sevillista, Vicente Cantatore, recurriese a Conte y otros canteranos nada más comenzar la temporada 1989/90. Su bautismo en Primera División tuvo lugar el 17 de septiembre de 1989, en el Estadio Sánchez Pizjuán, ante el CD Logroñés. 
Conte se convirtió, rápidamente, en una de los futbolistas más destacados del club hispalense. El 20 de septiembre de 1989, tres días después de su debut en Primera, se estrenó como goleador con la camiseta del Sevilla, en un partido de Copa del Rey ante el RCD Español. Aunque el Sevilla se impuso por 4-1, el RCD Español impugnó el encuentro por la alineación indebida de Conte. El reglamento sólo permitía que tres jugadores del filial disputasen un partido de Copa, mientras que los andaluces había alineado a cinco futbolistas con ficha del Sevilla Atlético: Nando,Martagón, Pascual y Antoñito, además del propio Conte.
En su primera temporada en el Sevilla FC Conte se asentó plenamente en el equipo, participando en 29 de los 38 partidos de liga, en los que anotó cinco goles. Con ello contribuyó a que el club sevillano se clasificase para la Copa de la UEFA, tras siete años de fuera de las competiciones europeas.
Conte permaneció en el Sevilla FC durante tres años más, jugando prácticamente siempre como titular. Tras no llegar a un acuerdo económico para ampliar su contrato, en julio de 1993 firmó por el CD Tenerife, que por el traspaso abonó los 150 millones de pesetas de la cláusula de rescisión.
En el club insular permaneció cuatro temporadas más, hasta ir perdiendo protagonismo en el equipo. 
La temporada 1997/98 pasó al Racing de Santander, donde volvió a gozar de minutos de juego. Posteriormente jugó dos temporadas en el Hércules CF, una en Segunda División y la siguiente en Segunda B. Tras disputar sin éxito la promoción de ascenso, dejó los terrenos de juego. Sin embargo, la temporada 2004/05, después de tres años inactivo, decidió volver a vestirse de corto para jugar en la AD Laguna, en Tercera División. Finalizada la temporada se retiró definitivamente.

## Selección nacional
Fue internacional en una ocasión con la selección de España. Fue el 13 de noviembre de 1991, en un partido de clasificación para la Eurocopa 1992 ante Checoslovaquia. Conte disputó los últimos 31 minutos de juego, tras reemplazar a Gabriel Moya.
Anteriormente fue internacional sub-16, sub-18 y sub-21 en varias ocasiones.

## Clubes
| Club                | País   | Año       |
| ------------------- | ------ | --------- |
| Betis Deportivo     | España | 1988-1989 |
| Sevilla FC          | España | 1989-1993 |
| CD Tenerife         | España | 1993-1997 |
| Racing de Santander | España | 1997-1998 |
| Hércules CF         | España | 1998-2000 |
| AD Laguna           | España | 2004-2005 |